# しのうどん

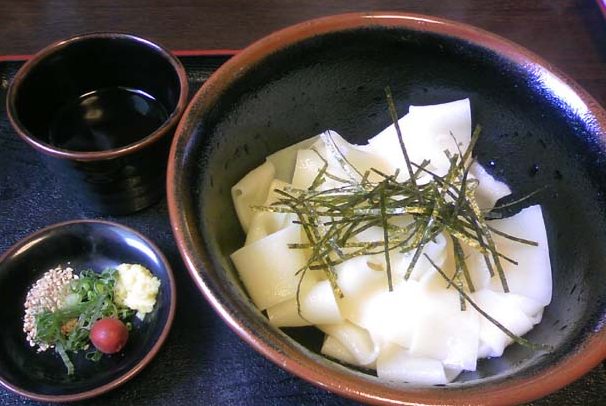
しのうどん

しのうどんは、岡山県倉敷市の玉島にある曹洞宗の名刹・円通寺の修行僧が江戸時代に食していたうどんである。
祝い事の際に食したことから祝麺とも呼ばれる。また、麺は帯状で長く、1本でお椀1杯分となることから一筋一椀とも呼ばれる。

## 歴史
当寺において22歳より34歳まで修行していた良寛（1758年 - 1831年）も、しのうどんを食したと言われている。
明治の文豪・徳冨蘆花が大正7年（1918年）に玉島を訪れた際の出来事を綴った「玉島日記」には、「円通寺には名物饂飩（うどん）がある。一筋一椀という手打だ。」と記されている。一筋一椀（しのうどん）は、昭和になってからも茶会や花見などの行事で円通寺を訪れた人などに振舞われていたが、昭和40年代後半から昭和50年代前半にかけてこのような習慣も無くなり、玉島の活性化を目的とする有志「玉島おかみさん会」によって玉島名物として復活されるまでは全く食されなくなっていた。

## 麺
現在、しのうどんの麺は、株式会社スズキ麺工（本社：岡山県浅口市鴨方町本庄）のみが製造している。
上質の小麦粉に水と塩を混ぜて作られている。麺は長い帯状で、茹でる前の状態で幅が2センチ以上、長さが1メートル以上ある。コシが弱く、柔らかである。

## つゆ
玉島近辺で採れたイリコや昆布でダシを取って作られる。